# Die gelbe Hölle
Die gelbe Hölle (Originaltitel: The Camp on Blood Island) ist ein britischer Kriegsfilm aus dem Jahr 1958, den Val Guest für die Hammer Films inszenierte. Ausweislich eines Zwischentitels in der Originalfassung soll der Film auf einer wahren Begebenheit beruhen.

## Handlung
Der Krieg im Pazifik neigt sich dem Ende zu. Der japanische Kommandant eines Kriegsgefangenenlagers auf Blood Island droht mit der Ermordung aller Gefangenen einschließlich der in einem benachbarten Lager festgehaltenen Frauen und Kinder, sollte Japan kapitulieren. Tatsächlich kapituliert das Kaiserreich, die Nachricht erreicht jedoch nicht den Kommandanten. Über geheime Quellen erfahren die Gefangenen vom Ende des Krieges. Nun müssen sie verhindern, dass der Kommandant von der Kapitulation erfährt. Colonel Lambert, eine Art Anführer der Gefangenen, will die Kommunikationseinrichtungen des Lagers sabotieren.
Der autoritäre Lambert wird nicht von allen Gefangenen akzeptiert. Gegner seines fast schon diktatorischen Führungsstils sind unter anderem der Diplomat Beattie, der Holländer van Elst und der Priester Anjou. Sie zwingen Lambert immer wieder dazu, seine mitunter unlogischen und fragwürdigen Entscheidungen zu rechtfertigen. Trotz aller Zwistigkeiten wird allen klar, dass es im Lager einen Verräter gibt.
Van Elst soll den Sabotageauftrag durchführen, während Anjou für die Weiterleitung von Nachrichten durch Codes zuständig ist. Als die Nachricht der Kapitulation den Kommandanten dann doch erreicht, erheben sich die Gefangenen in letzter Sekunde gegen ihre Wächter. Viele von ihnen verlieren dabei ihr Leben, aber dank des Aufstands können die kurz darauf eintreffenden alliierten Fallschirmjäger das benachbarte Frauenlager kampflos befreien.

## Hintergrund
Die gelbe Hölle, alternativ auch als Die gelbe Hölle vom Kwai gezeigt, ist eine der Produktionen der Hammer Films, die von Columbia Pictures finanziell unterstützt wurden. Die Daily Variety gab in ihrer Ausgabe im November 1958 an, dass die japanische Regierung einen Brief an Columbia Pictures geschickt habe, in dem die Darstellung der japanischen Offiziere kritisiert wurde.
Der Film wurde am 15. April 1958 in London uraufgeführt. In Deutschland kam er am 27. Februar 1959 in die Kinos. 1964 produzierte Hammer Films mit Das Geheimnis der Blutinsel (The Secret of Blood Island) eine Fortsetzung. Auch hier spielte Barbara Shelley mit.

## Kritiken
Für das Lexikon des internationalen Films war Die gelbe Hölle ein „im Äußeren eindrucksvoll realistisch inszenierter Kriegsfilm, dessen innere Konflikte jedoch zu knapp behandelt werden“. Variety beklagte, dass der Film mehr Löcher aufweise als ein Fischernetz. Die Dialoge und die Situationen wurden unter der Prämisse erdacht, dass alle Japaner Ratten seien.